# Toscane
Pour les articles homonymes, voir Toscane (homonymie).
La Toscane (en italien : Toscana /tos.ˈkaː.na/) est l'une des vingt régions d'Italie ; elle est située au centre-ouest du pays et sa capitale est Florence. En 2020, elle compte 3 692 555 habitants, les Toscans, répartis sur une superficie de 22 987,04 km2.
Berceau de la Renaissance et de l'humanisme, son histoire politique et culturelle exceptionnellement riche lui a permis de donner sa langue à l'Italie, ainsi que des auteurs tels que Dante, Boccace et Pétrarque, des figures politiques telles que Cosme l'Ancien, Laurent le Magnifique, Machiavel et Catherine de Médicis, des artistes tels que Brunelleschi, Fra Angelico, Botticelli, Léonard de Vinci et Michel Ange et un immense patrimoine architectural.
Son économie repose essentiellement sur le tourisme, l'agriculture et l'industrie de la mode.

## Géographie
De forme triangulaire, la Toscane est une région située en Italie centrale, entre la partie nord de la mer Tyrrhénienne et les Apennins. Elle comprend aussi un groupe d’îles appelé l'archipel toscan. La Toscane a une superficie d'environ 22 987,04 km2. Encerclée et traversée par les grandes chaînes de montagnes et quelques plaines très fertiles, la région a un relief qui est dominé par les pays vallonnés. L'activité la plus importante est l'agriculture.
Si les montagnes couvrent 25 % de la superficie totale (5 770 km2) et les plaines 8,4 %, presque toutes coïncidant avec la vallée du fleuve Arno (1 930 km2), les collines occupent les deux tiers (66,5 %) de la superficie totale de la région, couvrant 15 292 km2.
Le climat est relativement doux dans les zones côtières, mais il est plus rigoureux et pluvieux à l'intérieur, avec des fluctuations considérables de température entre l'hiver et l'été.

### Localisation

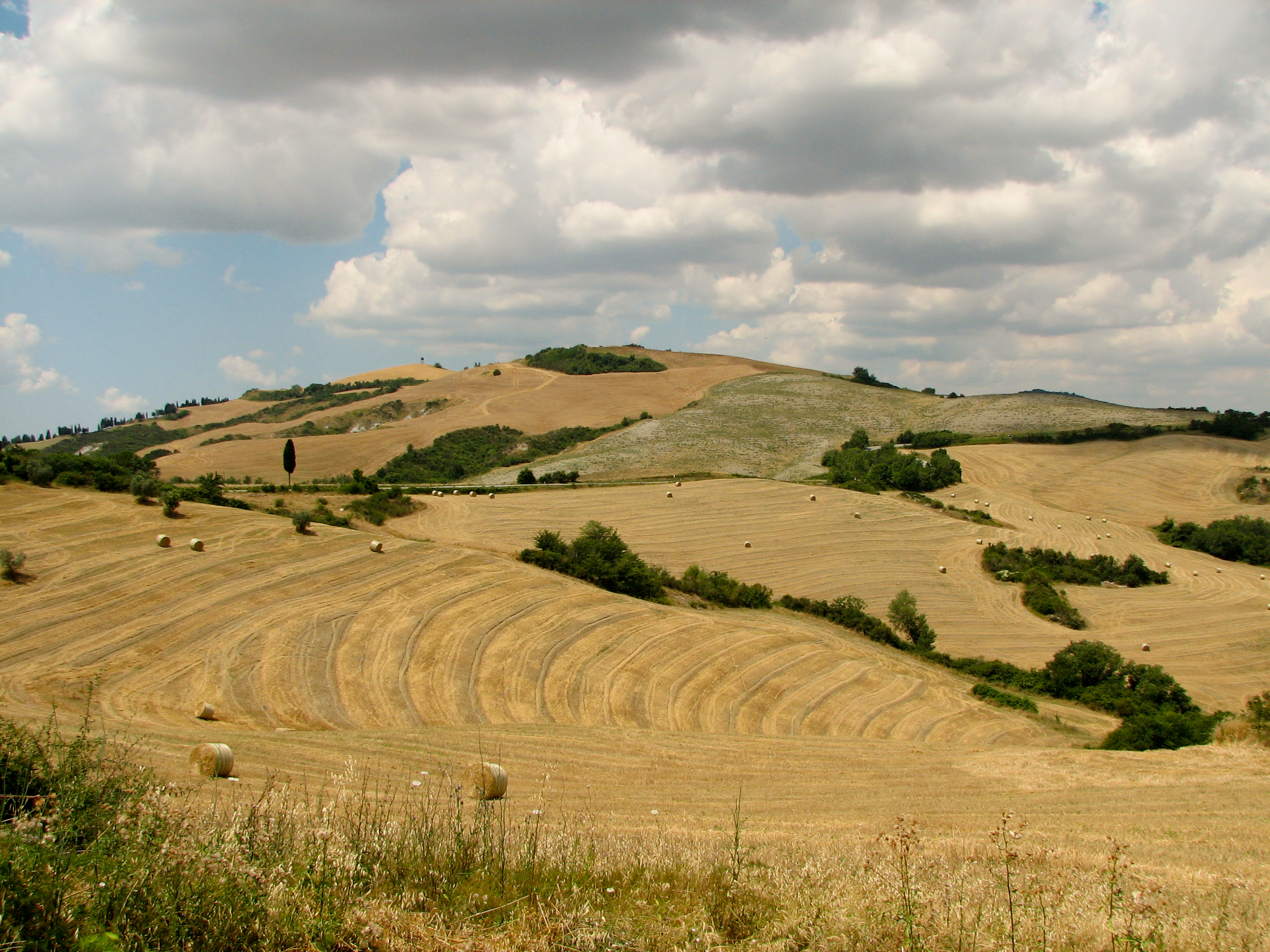
Paysage des Crete Senesi.

Elle jouxte au nord-ouest la Ligurie, au nord l’Émilie-Romagne, à l'est les Marches et l'Ombrie, au sud le Latium.
Elle est bordée au nord-est par la chaîne des Apennins, au nord-ouest par les Alpes apuanes et est arrosée d'est en ouest par l’Arno.
Certains territoires italiens de la Toscane :
- la région du Chianti, la région viticole d'origine historique du vin de Chianti ;
- les Alpes apuanes ;
- l'Apennin toscan ;
- les collines Métallifères ;
- le Valdarno supérieur ;
- le Pratomagno ;
- le val d'Orcia ;
- la Val di Chiana et Cortone ;
- la Versilia ;
- les Crete senesi ;
- le désert d'Accona ;
- la Maremme ;
- la Garfagnana ;
- la Lunigiana ;
- la Suisse pesciatine ;
- il Casentino ;
- il Mugello ;
- la Valtiberina ;
- l'archipel toscan.

### Climat
La Toscane possède un climat méditerranéen. Les quatre saisons se succèdent de manière bien marquée, caractérisées par des étés chauds et secs et des hivers assez cléments ; mais il faut faire état de variations importantes entre la côte, au climat plus doux et l'arrière-pays, plus froid.

### Population
La Toscane compte 3 744 398 habitants (selon le recensement de 2016). Les principales villes sont :
- Florence (370 657 habitants) ;
- Prato (180 000 habitants) ;
- Livourne (170 000 habitants) ;
- Arezzo (100 000 habitants) ;
- Pise (93 000 habitants) ;
- Pistoia (Pistoie) (90 000 habitants) ;
- Lucques (85 000 habitants) ;
- Grosseto (82 000 habitants) ;
- Sienne (55 000 habitants).

## Histoire
Le mot Toscana (« Toscane ») apparaît au Xe siècle. Il vient du mot latin Tuscia qui désigne, à partir du IIIe siècle, l’ancienne Étrurie ou Tuscie, pays des Étrusques, situé entre le Tibre et l’Arno.

### Époque de la civilisation étrusque
Les Étrusques apparaissent dans l'histoire au VIIIe siècle av. J.-C. et atteignent l'apogée de leur civilisation au VIe siècle av. J.-C. Soumis par Rome, ils sont totalement absorbés par la civilisation romaine au Ier siècle av. J.-C.
L'Étrurie, territoire de leur dodécapole régionale, correspondait approximativement à celui de l’actuelle Toscane.

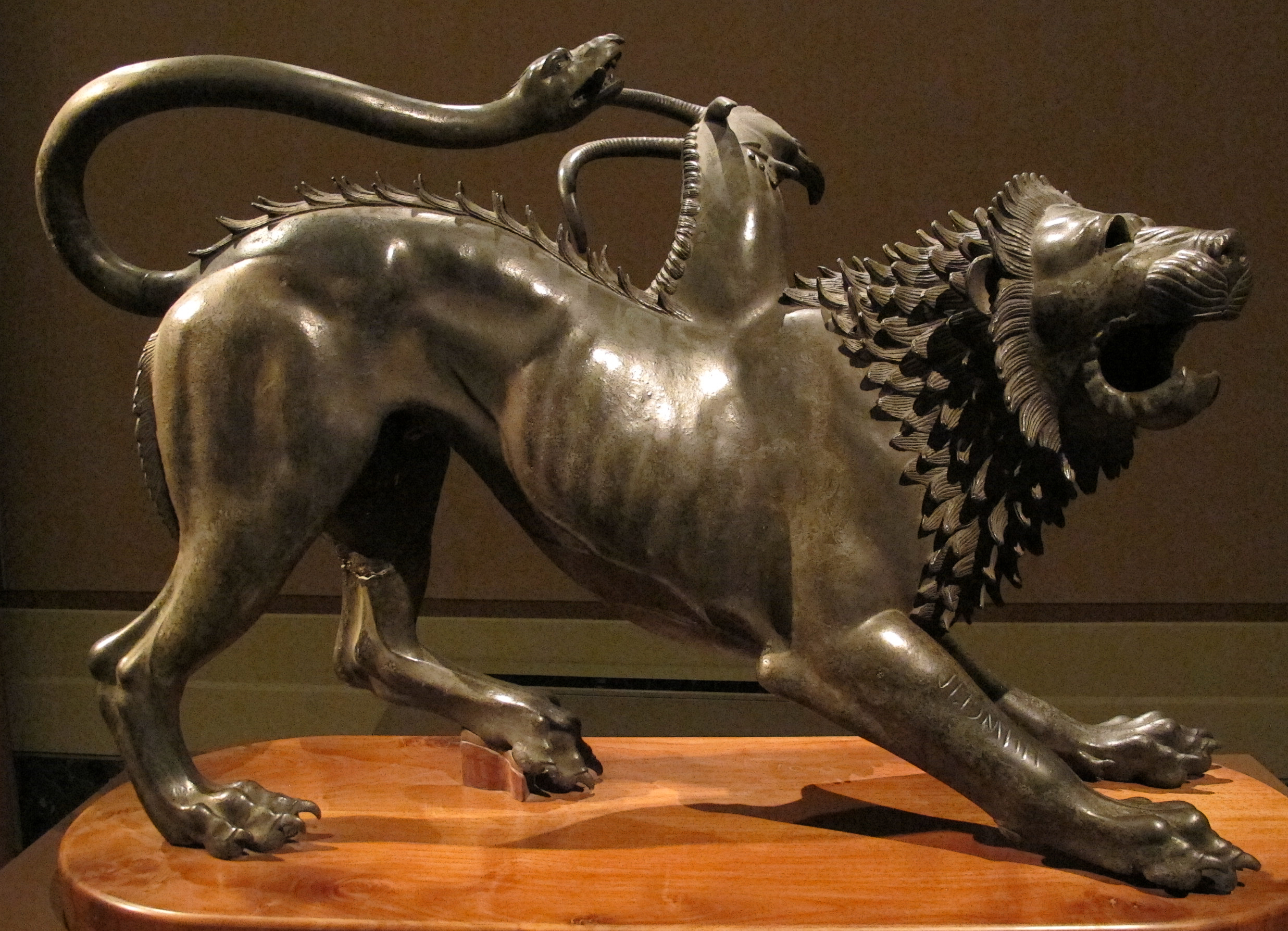
Chimère d'Arezzo dans le Musée archéologique national de Florence.

Grâce à une puissante flotte qu’ils s'étaient constituée, les Étrusques établirent avec la Grèce et l’Orient (Chypre, Syrie), la Gaule, l’Hispanie et l’Afrique (Carthage), des échanges commerciaux, exportant le fer et le cuivre toscan, important des tissus, des bijoux, de l’ivoire, de la céramique, etc.
Ils cherchèrent à étendre leur domination vers le sud où, durant la seconde moitié du VIIe siècle av. J.-C., ils occupèrent le pays latin. Ils s’installèrent sur le site de Rome, qui pendant plus d'un siècle, fut gouverné par des rois originaires d'Étrurie, les Tarquins.
Vers le début du VIe siècle av. J.-C., ils s'aventurèrent en Campanie, mais se heurtèrent aux Grecs, installés en Italie du sud (ou Grande-Grèce). Au nord, ils essaimèrent vers la fin du VIe siècle av. J.-C., dans une grande partie de la Plaine du Pô, y fondant notamment Bologne (alors appelée Felsina), ainsi que le port de Spina (aujourd’hui dans le delta du Pô), d'où ils pouvaient contrôler le commerce de l'Adriatique.
L'Étrurie formait une fédération de douze « cités-états » groupées en dodécapole, et nommées lucumonies car gouvernées par un roi appelé « Lucumon », dont l’union demeura plus de nature religieuse que politique.
À la fin du VIe siècle av. J.-C., Tarquin le Superbe, dernier sept rois de Rome, est chassé et les Romains deviennent une république (509). Au début du siècle suivant, les Étrusques, désormais coupés de la Campanie, tentent d'établir une liaison par voie de mer mais se heurtent alors aux Grecs.
Menacées dès le IIIe siècle par l'expansion romaine, les cités étrusques cèdent une à une devant la puissance grandissante de Rome : la prise de leur capitale religieuse, Velzna, en 265 av. J.-C., marque la fin de leur indépendance.
De leur brillante civilisation nous restent de nombreux vestiges archéologiques, qui attestent d'un art raffiné et d'une grande ingéniosité, ainsi que leurs nombreux apports à la civilisation romaine (par exemple les haruspices). En revanche, leur langue, dont il reste peu de traces écrites, n'a pas été déchiffrée à ce jour[Quand ?].

### Période de la domination romaine (-265 - 476)
Entre le IIe et IIIe siècles av. J.-C., quatre grandes voies romaines partant de Rome sont établies dans la région : 
- la via Aurelia, longeant la côte jusqu’au port de Pise puis à la base navale de Guenua (Gênes) ;
- la via Clodia, jusqu'à Saturnia ;
- la via Cassia, jusqu'à Florence ;
- la via Flaminia, reliant Rome à l’Ombrie et à la mer Adriatique.

Ces routes romaines évitent les grands centres étrusques, qui déclinent rapidement, au profit des nouvelles villes romaines, par exemple, Pistoriae (Pistoia), à l’origine, une petite ville fortifiée sur la via Cassia.
Comme tous les habitants de l'Italie, les Étrusques deviennent citoyens romains au Ier siècle av. J.-C.
- christianisation et premiers évêques ; diocèses religieux, dépendant de l'évêque de Rome, le pape, successeur de Saint Pierre
- passages d'armées germaniques, notamment les Wisigoths d'Alaric, qui mettent Rome à sac en 410.

En 476, le germain Odoacre, patrice d'Italie et général de l'armée romaine, dépose l'empereur d'Occident Romulus Augustule, et renvoie les insignes impériaux à Constantinople, capitale de l'Empire romain d'Orient.
C'est la fin communément admise de l'Empire romain d'Occident et le début conventionnel du Moyen Âge.

### Moyen Âge (476-1492)

#### De la chute de l'Empire d'Occident (476) à la création du Saint-Empire (962)
Dans les décennies qui suivent, après une période de domination par les Ostrogoths de Théodoric, la région est brièvement incorporée à l'Empire romain d'Orient à l'époque de l'empereur Justinien.
Au VIe siècle, la Toscane, comme la plus grande partie de la péninsule italienne, est conquise par des groupes germaniques usuellement appelés « Lombards ». Établis dans la seconde moitié du VIe siècle de notre ère, le royaume lombard (capitale : Pavie) et les duchés lombards au sud de Rome, contrôle la péninsule pendant plus de deux siècles.
En 751, le pape noue une alliance avec le maire du palais d'Austrasie, le Carolingien Pépin le Bref, dont il fait le roi des Francs, en échange d'une protection contre les Lombards et de l'attribution au pape de territoires en Italie centrale (origine des États pontificaux), dont une partie concerne la Toscane. Le royaume des Lombards est conquis en 774 par son fils Charlemagne qui instaure en 800 (couronnement à Rome par le pape) un nouvel empire, dit « Empire carolingien ».
En 843 (traité de Verdun), l'Empire carolingien est scindé en trois royaumes, dont un va devenir le royaume de France et les deux autres le Saint-Empire, officiellement établi en 962. La Toscane fait partie de la Francie médiane en 843, et plus tard, de la Lotharingie, puis du Saint-Empire, dominé par les Germains de Francie orientale.

#### La Toscane dans le Saint-Empire
- marquisat de Toscane
- querelle des Investitures
- parti des Guelfes (pour le pape) et parti des Gibelins (pour l'empereur)
- règne de la comtesse Mathilde
- recul de l'autorité impériale au XIIIe siècle
- constitution des communes, qui deviennent des cités-États ;
- république de Florence (1115) ; république de Sienne ; république de Pise, etc.

#### La Toscane des républiques urbaines (vers 1100-vers 1400)
Au début, les guerres entre cités mettent aux prises les citoyens eux-mêmes, âgés de quinze à cinquante ans. Le célèbre Florentin Dante Alighieri participe à la dernière bataille de ce type, la bataille de Campaldino (en 1289), qui permet à Florence de venir à bout de la résistance d'Arezzo.
Mais les pertes humaines apparaissent désormais trop fortes : aussi les cités décident de recourir désormais à des mercenaires, les condottieri, pour faire la guerre. Placés à la tête d'unités de plusieurs milliers d’hommes bien armés et disciplinés (à condition d'être payés), ils vendent leurs services au plus offrant. La cité la plus riche domine alors ses voisines.
Ces guerres entre les cités, mais aussi les luttes politiques dans chaque cité, sont toujours menées en liaison avec l'opposition des Guelfes et des Gibelins. En pratique, ces étiquettes sont purement rhétoriques. Dès qu’un parti vient à bout de ses adversaires dans une cité, il se divise en factions opposées. Ainsi, à Florence, à peine le parti guelfe a-t-il remporté la victoire[Quand ?] qu’il se scinde entre les « guelfes noirs » et « guelfes blancs ». Dante, un guelfe blanc, est obligé de partir en exil en 1302, quand les noirs, soutenus par Charles de Valois, prennent le pouvoir. Il se réfugie à Vérone, puis à Ravenne auprès de seigneurs gibelins.
En dehors de la Toscane, et à l’exception de la république de Venise, la plupart des cités-états tombent rapidement sous la férule d'un maître gouvernant seul : le seigneur : les Visconti sont seigneurs de Milan, les Scaliger de Vérone, les Gonzague de Mantoue, les Este de Ferrare. Les cités toscanes réussissent à maintenir plus longtemps un système républicain.
Florence est la dernière à céder : en 1532, les banquiers de la famille Médicis, qui jouaient déjà un rôle essentiel dans le gouvernement, imposent le titre de duc de Toscane (1532), puis de grand-duc (1569) après l'annexion de Sienne.
Malgré ces luttes entre factions et ces guerres entre cités, malgré la Grande Peste qui emporta la moitié de la population toscane (1348-1393), cette période du Moyen Âge est une période de prospérité. L’industrie textile et le commerce enrichissent les villes. Au XIII, Florence devient un des grands pôles de l'économie européenne, aux côtés de Venise, de Bruges et de la Hanse. Les grandes entreprises ont des agents ou des agences dans toute l'Europe chrétienne : notamment les banques, dont la plus connue est celle des Médicis.
Des avancées intellectuelles ont aussi lieu. Les échanges avec le monde musulman conduisent le Pisan Leonardo Fibonacci à introduire en Occident la numération arabe (d'origine indienne), qui rend les calculs beaucoup plus efficaces, tant pour le commerce que pour les mathématiques. Les progrès de la géométrie, qui en découlent, permettent aux architectes toscans de se lancer dans la construction d’édifices plus audacieux et plus complexes. Pendant ce temps, les banquiers développèrent les principes de tenue de livres de comptes en partie double, base de la comptabilité moderne.

#### La Toscane à l'avant-garde de la Renaissance: le Trecento (XIVesiècle) et le Quattrocento (XVesiècle)
Dans le domaine artistique, Marcel Brion a résumé ce qu'il qualifie de « miracle toscan » comparable, selon lui, au « miracle grec » : « C'est en Toscane que s'est réalisée, à un certain moment de son histoire que nous pouvons situer entre 1300 et 1500, une des réussites majeures de l'homme (...) Nulle part, la culture et l'art ne se sont associés aussi intimement à la vie quotidienne du peuple jusqu'à devenir sa nourriture spirituelle (...) En Toscane, en effet, on a l'impression que le chef-d'œuvre est une sorte de création collective à laquelle tout concourt, le paysage, l'atmosphère, la qualité de la lumière et de l'air, le caractère de la race, les institutions, même, et le comportement ».
Avec le XVe siècle (« Quattrocento »), débute ainsi en Italie et en Toscane, le mouvement appelé Renaissance (« Rinascimento ») qui couvrira aussi tout le XVIe siècle (« Cinquecento »). C’est une période exceptionnelle se caractérisant par une grande prospérité économique tandis que l'art atteint des sommets.
Florence en représente le berceau et l’éblouissante incarnation. La ville en est grandement redevable à la dynastie des Médicis, richissime famille de banquiers, considérée comme les mécènes les plus prestigieux de l’histoire européenne.
- les artistes de Florence : Masaccio, Brunelleschi (cathédrale de Florence), Donatello, Leonard de Vinci, etc.
- les intellectuels de Florence : Dante, Pétrarque, Boccace, Machiavel, etc.

### Les Médicis, maîtres de Florence, puis de la Toscane (1434-1743)
La famille des Médicis gouverna Florence quasiment sans interruption de 1434 à 1743. Ce règne commença discrètement avec Cosme l’Ancien, fils du riche marchand Giovanni di Bicci. Il s’efforça toute sa vie de trouver du travail pour les artistes qu’il protégeait. Il fut aussi le premier mécène à respecter les artistes et le premier mécène humaniste, polyglotte et amateur de philosophie.
Bien que n’étant pas élus, les premiers membres de la dynastie jouissaient du soutien du peuple.

#### Les Médicis dans la République florentine

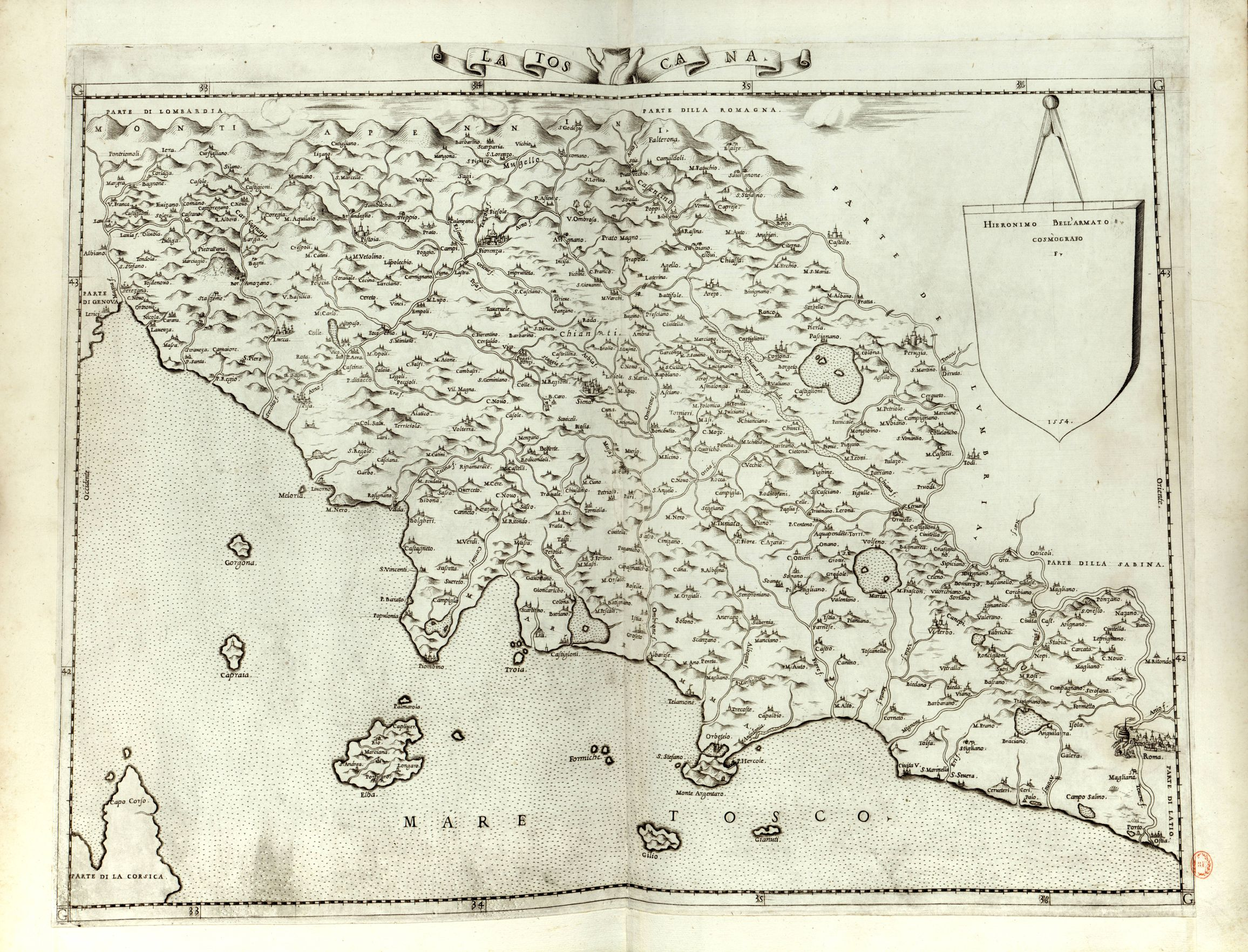
Girolamo Bellarmati, Carte de la Toscane, 1554.

En 1494, Charles VIII nomme Hugues d'Amboise, fils de Pierre d'Amboise, gouverneur de Toscane. Après la fuite de Pierre II de Médicis devant les troupes françaises de Charles VIII, le prieur dominicain Jérôme Savonarole fonda, à Florence, une république de la « vertu ». Excommunié, ayant lassé le peuple par ses excès, il fut exécuté en 1498, mais la république se maintiendra jusqu’en 1512, puis elle renaîtra de 1527 à 1530 quand le pape Clément VII (un Médicis) et l'empereur Charles Quint s’allieront pour replacer un Médicis au pouvoir, Alexandre, après un siège de la ville qui dura dix mois.

#### Le grand-duché de Toscane
En 1569, Cosme Ier devint le premier Grand-duc de Toscane après avoir réussi à en imposer l’unité politique. Commença, alors, une longue période de prospérité pendant laquelle les Médicis s’employèrent à fonder un État toscan à partir de cités rivales. Cet État perdurera jusqu’en 1737, année de l’extinction de la lignée des Médicis avec Jean Gaston de Médicis qui meurt sans descendance.

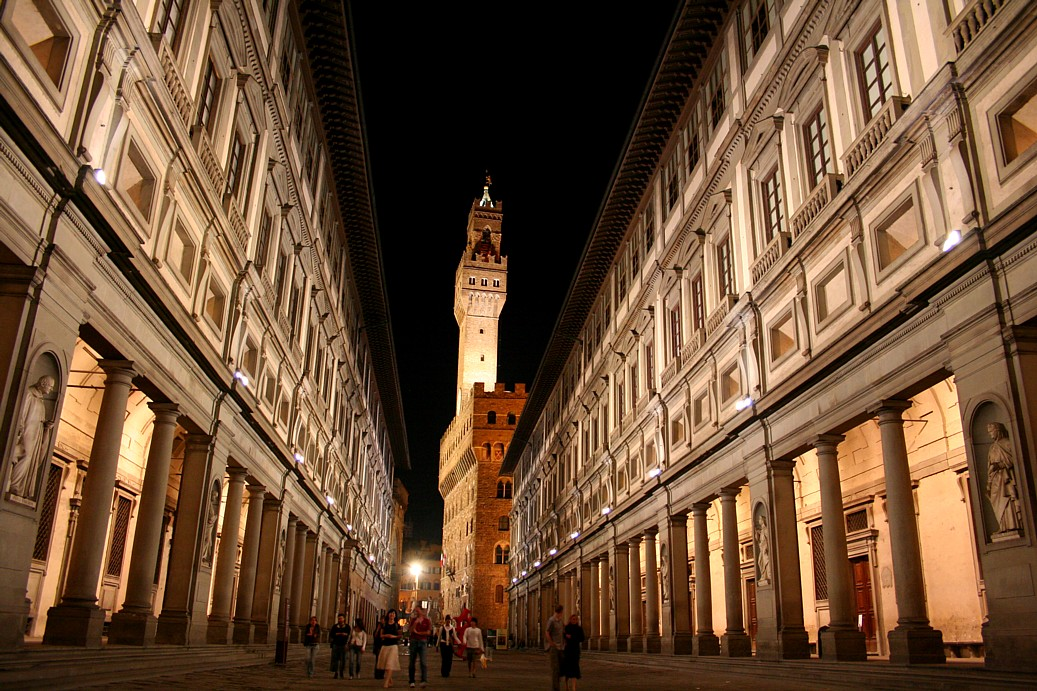
Galerie des Offices (Florence).

Deux d'entre eux deviennent papes au XVIe siècle sous les noms de Léon X et de Clément VII. Le nom des Médicis reste à jamais associé à toute une lignée d’artistes tels que Botticelli, Michel Ange, Léonard de Vinci, etc.

### Le grand-duché de 1743 à l'unification de l'Italie (1860)
Elle commence avec François II (1737-1765) et se termine avec Ferdinand IV (1859-1860).

#### Période des Habsbourg-Lorraine
Le grand-duc Jean Gaston de Médicis n'ayant pas de descendant, les droits sur la Toscane passèrent à l'infant Charles par sa mère, Élisabeth Farnèse, petite-fille de Marguerite de Médicis. Lors de la négociation en 1735 du troisième traité de Vienne du 18 novembre 1738 qui mettait fin à la guerre de Succession de Pologne, l'infant Charles accepta, pour assurer en contrepartie ses droits sur le royaume des Deux-Siciles, de céder ses droits à François III, duc de Lorraine et de Bar, lequel cédait ses propres duchés patrimoniaux au roi de Pologne détrôné Stanislas Leszczyński, qui, à sa mort, les léguerait à son gendre le roi de France Louis XV.
À la mort du grand-duc Jean-Gaston le 8 juillet 1737, François Ier François de Lorraine devint donc grand-duc de Toscane sous le nom de François II.
Lui succèdent :
- Léopold Ier (1765-1790) ;
- Ferdinand III (1790-1801).

#### Période de la domination française (1801-1814)
- campagne d'Italie (1796-1797), menée par le général Bonaparte contre les Habsbourg d'Autriche, jusqu'au traité de Campo-Formio

En 1801, la Toscane devient le royaume d'Étrurie, confié à Louis Ier d'Étrurie de la maison de Bourbon, prince de Parme, qui doit renoncer à sa principauté ; les grands ducs Habsbourg reçoivent en compensation des territoires du Saint-Empire.
Par la suite, la Toscane est annexée à l'Empire français en 1807 et trois départements sont créés : Arno, Méditerranée et Ombrone. Élisa Bonaparte devint Grande-duchesse.

#### Retour des Habsbourg-Lorraine (1814-1860)
En 1814, les Habsbourg-Lorraine recouvrent leur trône qu'ils ne gardèrent que 46 ans.
- Ferdinand III (1814-1824) ;
- Léopold II (1824-1849, 1849-1859) ;
- Ferdinand IV (1859-1860).

Les grands-ducs de Toscane, de la maison de Habsbourg, sont déchus à la suite de la revolution toscane d'avril 1859 et de la victoire de l'armée du royaume de Sardaigne (dit « royaume de Piémont-Sardaigne »), allié à la France de Napoléon III, sur l'empire d'Autriche, dirigé par les Habsbourg (bataille de Solférino, 1859). Le grand-duché de Toscane est annexé lors du plébiscite de mars 1860 au royaume de Sardaigne, qui va se transformer en royaume d'Italie l'année suivante.

### Florence, capitale du royaume d'Italie (1861-1870)
En 1861, le roi de Sardaigne Victor-Emmanuel II, aussi duc de Savoie et prince de Piémont, instaure le royaume d'Italie qui incorpore la Toscane.
Florence devient la capitale du nouveau royaume, en attendant la prise de Rome et des États pontificaux, qui n'a lieu qu'en 1870.

## Politique
La Toscane est un bastion historique de la gauche italienne. À l'issue des élections régionales de 2020, la répartition des élus au conseil régional est la suivante :
|                        |                        |            |            |                      |                                           |                                  |           |         |               |               |               |       |  |
| Présidence             | Présidence             | Présidence | Présidence | Présidence           | Conseil                                   | Conseil                          | Conseil   | Conseil | Conseil       | Conseil       | Conseil       | Total |  |
| Candidats              | Candidats              | Votes      | %          | Élus                 | Partis                                    | Partis                           | Votes     | %       | +/-           | Sièges        | +/-           | Total |  |
|                        | Eugenio Giani          | 863 595    | 48,62      | 1                    |                                           |                                  |           |         |               |               |               |       |  |
|                        | Eugenio Giani          | 863 595    | 48,62      | 1                    | Parti démocrate (PD)                      | 560 980                          | 34,71     | 11,2    | 22            | 2             |               |       |  |
|                        | Eugenio Giani          | 863 595    | 48,62      | 1                    | Italia Viva-+Europa                       | 72 340                           | 4,48      | Nv.     | 2             | 2             |               |       |  |
|                        | Eugenio Giani          | 863 595    | 48,62      | 1                    | Gauche civique et écologiste              | 47 838                           | 2,96      | Nv.     | —             | en stagnation |               |       |  |
|                        | Eugenio Giani          | 863 595    | 48,62      | 1                    | Toscane fière avec Giani (IdV-PRI-PSI-CD) | 47 647                           | 2,95      | 1,3     | —             | en stagnation |               |       |  |
|                        | Eugenio Giani          | 863 595    | 48,62      | 1                    | Europe verte                              | 26 800                           | 1,66      | Nv.     | —             | en stagnation |               |       |  |
|                        | Eugenio Giani          | 863 595    | 48,62      | 1                    | Svolta! (Volt-IiC)                        | 5 217                            | 0,32      | Nv.     | —             | en stagnation |               |       |  |
| Total Centre-gauche    | Total Centre-gauche    | 863 595    | 48,62      | 1                    | 760 822                                   | 47,08                            | 0,5       | 24      | en stagnation | 25            |               |       |  |
|                        | Susanna Ceccardi       | 718 625    | 40,46      | 2                    |                                           |                                  |           |         |               |               |               |       |  |
|                        | Susanna Ceccardi       | 718 625    | 40,46      | 2                    | Ligue (Lega)                              | 351 977                          | 21,78     | 5,8     | 7             | 3             |               |       |  |
|                        | Susanna Ceccardi       | 718 625    | 40,46      | 2                    | Frères d'Italie (FdI)                     | 218 161                          | 13,50     | 9,7     | 4             | 3             |               |       |  |
|                        | Susanna Ceccardi       | 718 625    | 40,46      | 2                    | Forza Italia-UdC                          | 69 216                           | 4,28      | 4,1     | 1             | en stagnation |               |       |  |
|                        | Susanna Ceccardi       | 718 625    | 40,46      | 2                    | Toscane civique                           | 16 830                           | 1,04      | Nv.     | —             | en stagnation |               |       |  |
| Total Centre-droit     | Total Centre-droit     | 718 625    | 40,46      | 2                    | 656 184                                   | 40,60                            | 11,7      | 12      | 7             | 14            |               |       |  |
|                        | Irene Galletti         | 113 692    | 6,40       | 1                    |                                           | Mouvement 5 étoiles              | 113 386   | 7,02    | 8,0           | 1             | 3             | 2     |  |
|                        | Tommaso Fattori        | 39 668     | 2,23       | —                    |                                           | Toscane à gauche (SI-PRC-PaP-SA) | 46 269    | 2,86    | 3,3           | —             | 1             | 0     |  |
|                        | Salvatore Catello      | 16 992     | 0,96       | —                    |                                           | Parti communiste (PC)            | 16 974    | 1,05    | Nv.           | —             | en stagnation | 0     |  |
|                        | Marco Barzanti         | 16 061     | 0,90       | —                    |                                           | Parti communiste italien (PCI)   | 15 550    | 0,96    | Nv.           | —             | en stagnation | 0     |  |
|                        | Tiziana Vigni          | 7 664      | 0,43       | —                    |                                           | Mouvement 3V                     | 6 953     | 0,43    | Nv.           | —             | en stagnation | 0     |  |
|                        |                        |            |            |                      |                                           |                                  |           |         |               |               |               |       |  |
| Votes valides          | Votes valides          | 1 776 297  | 94,97      |                      | Votes valides                             | Votes valides                    | 1 616 138 | 86,41   |               |               |               |       |  |
| Votes blancs et nuls   | Votes blancs et nuls   | 93 986     | 5,03       | Votes blancs et nuls | Votes blancs et nuls                      | 254 145                          | 13,59     |         |               |               |               |       |  |
| Total candidats        | Total candidats        | 1 870 283  | 100        | 4                    | Total partis                              | Total partis                     | 1 870 283 | 100     | -             | 37            | en stagnation | 41    |  |
| Abstentions            | Abstentions            | 1 117 598  | 37,40      |                      |                                           |                                  |           |         |               |               |               |       |  |
| Inscrits/participation | Inscrits/participation | 2 987 881  | 62,60      |                      |                                           |                                  |           |         |               |               |               |       |  |

## Économie
La mode et l’industrie textile sont les piliers de l’économie florentine. Au XVe siècle, les Florentins travaillaient déjà les matières textiles de luxe comme la laine noble ou la soie. Aujourd’hui encore, les plus grands stylistes d’Europe font appel aux industries textiles de Toscane et plus particulièrement de Florence.
En Toscane, 80% de la demande touristique est concentrée dans les villes d'art et stations balnéaires, le reste se partage entre campagne, collines et montagnes. Les municipalités avec le pourcentage relativement plus élevé de présences, par ordre décroissant, sont : Florence, Pise, Montecatini Terme, Castiglione della Pescaia, San Vincenzo, Orbetello, Grosseto, Sienne, Bibbona, Viareggio, Capoliveri. Dans les zones touristiques toscanes, avec la zone florentine, la côte étrusque détient la part relativement plus importante de présences, immédiatement suivie par la Maremme (Monte Argentario, Île de Giglio, Talamone, Capalbio), Terre di Pisa et l'Île d'Elbe.

## Divisions administratives

La ville métropolitaine et les neuf provinces de Toscane.

La région de Toscane comprend une ville métropolitaine et neuf provinces :
- Ville métropolitaine de Florence ;
- Arezzo ;
- Grosseto ;
- Livourne ;
- Lucques ;
- Massa et Carrare ;
- Pise ;
- Pistoia ;
- Prato ;
- Sienne.

## Culture
La région a reçu huit inscriptions de l'Unesco au titre de sites du patrimoine de l'humanité : 
- le centre historique de Florence (en 1982) ;
- le centre historique de Sienne (en 1995) ;
- la place du Dôme de Pise (en 1987) ;
- le centre historique de San Gimignano (en 1990) ;
- le centre historique de Pienza (en 1996) ;
- le Val d'Orcia (en 2004) ;
- villas et jardins des Médicis en Toscane ;
- forêts primaires et anciennes de hêtres des Carpates et d’autres régions d'Europe (forêt de Sasso Fratino).

Plus généralement, toutes les villes de Toscane ont un passé prestigieux et un patrimoine culturel important.

### Films tournés en Toscane
De nombreux films, téléfilms ou séquences de films de fiction ont également été tournés en Toscane.
| Titre du film               | Année | Réalisateur       | Acteur(s)                                                                              | Commentaire                                                                                        |
| --------------------------- | ----- | ----------------- | -------------------------------------------------------------------------------------- | -------------------------------------------------------------------------------------------------- |
| Beaucoup de bruit pour rien | 1993  | Kenneth Branagh   | Kenneth Branagh Emma Thompson Keanu Reeves Denzel Washington                           | Adaptation de la comédie de Shakespeare                                                            |
| Sous le soleil de Toscane   | 2003  | Audrey Wells      | Diane Lane Sandra Oh Raoul Bova                                                        | D'après le livre éponyme autobiographique de Frances Mayes                                         |
| Copie conforme              | 2010  | Abbas Kiarostami  | Juliette Binoche                                                                       | Prix d'interprétation féminine pour Juliette Binoche                                               |
| Heaven                      | 2002  | Tom Tykwer        | Cate Blanchett                                                                         | |
| Le Patient anglais          | 1996  | Anthony Minghella | Ralph Fiennes Kristin Scott Thomas Juliette Binoche Willem Dafoe Colin Firth           | Inspiré du roman L'Homme flambé de Michael Ondaatje Il a été récompensé de 9 Oscars Filmé à Pienza |
| Twilight III                | 2010  | David Slade       | Kristen Stewart Robert Pattinson                                                       | Une partie a été filmée à Montepulciano Adaptation cinématographique du roman de Stephenie Meyer   |
| La vie est belle            | 1997  | Roberto Benigni   | Roberto Benigni                                                                        | Filmé à Arezzo                                                                                     |
| Quantum Of Solace           | 2008  | Marc Forster      | Daniel Craig Olga Kurylenko Mathieu Amalric Giancarlo Gianni Judy Dench Jeffrey Wright | Filmé à Sienne et Talamone                                                                         |

### Cuisine
La cuisine toscane est essentiellement paysanne et comporte de nombreux plats typiques composés des ingrédients issus du terroir (comme la Chianina, viande de bœuf particulière au Latium et à la Toscane) :
| - Acquacotta - Anatra all'Arancia - Baccalà alla livornese - Baccalà con i ceci - Berlingozzo - Biroldo - Biscuits de Prato ou Cantuccini - Bifteck à la florentine - Bistecchine di maiale - Bordatino - Bottarga ou Bottarga di Muggine di Orbetello - Brigidino di Lamporecchio - Brutti ma buoni - Buccellato - Buglione - Buristo - Cacciucco alla livornese - Calamari in zimino - Caldaro dell'Argentario - Castagnaccio - Cavallucci - Cavolo nero - Farinata di ceci ou Cecina - Cervelli e carciofi fritti - Chiaccine - Chiocciole alla senese | - Cialde di Montecatini - Ciambellino - Cibreo - Cioncia - Colli di pollo ripieni - Coniglio alla cacciatora - Confetti di Pistoia - Crespelle alla fiorentina - Crostini neri toscani - Fagioli al fiasco - Fagioli all'uccelletto - Fagioli con tonno - Fegatelli - Fettunta - Ficattola - Finocchiona ou Sbriciolona - Fritelle di S. Giuseppe - Funghi porcini - Garmugia - Lampredotto - Lardo di Colonnata - Lepre e cinghiale in dolce e forte - Mallegato - Marroni del M.Amiata | - Migliaccio pistoiese - Minestra di cavolo nero con le fette - Minestra di ceci - Minestra di fagioli - Minestra di farro - Minestra di pane - Mortadella di Prato - Pan di ramerino - Pane alla salvia - Pane al rosmarino - Pane sciocco ou filone - Panforte - Pampepato - Panzanella ou Panmolle - Pappa al pomodoro - Pancotto - Pappa maritata - Pappardelle al cinghiale - Parmigiano toscano - Pasimata - Passato di peperoni gialli - Patate in umido - Pecorino Toscano - Pinzimonio - Pollo al mattone - Pollo alla diavola - Pollo alla toscana - Pollo e coniglio fritto - Porchetta - Prosciutto di cinghiale - Prosciutto di Cinta senese - Ribollita - Ricciarelli di Siena - Risotto toscano | - Roventino - Salame toscano - Salsiccia secca - Salciccia fresca - Salsiccia di cinghiale - Sbricciolona - Schiacciata alla fiorentina - Schiacciata con l'uva - Soppressata - Spaghetti al ragù - Tacconi - Tagliatelle - Taglioni al tartuffo - Tarese Valdarno - Tegamaccio - Testaroli - Tonno e fagioli - Tordelli alla lucchese - Tordelli alla versiliese - Torta co' becchi - Torta d'erbe - Torta co' bischeri - Tortellini alla panna - Tortelli maremmani - Trippa alla fiorentina - Zampa alla parmigiana - Zuccotto - Zuppa arcidossina - Zuppa di ceci - Zuppa di vongole.vola |

### Festivités
La Toscane est riche d'histoire mais aussi en festivals. Les festivals les plus importants sont :
- le Palio de Sienne, un des plus anciens palio d'Italie ;
- le Pistoia Blues Festival (festival jazz) ;
- le Lucca summer Festival (festival de musiques actuelles) ;
- le Festival de bande dessinée de Lucques ;
- le Festival international du théâtre de marionnettes de San Miniato ;
- Italia wave (édition 2007 à Florence, 2008, 2009, 2010 à Livourne).

## Personnalités nées en Toscane
(Liste comportant les dates et lieux de vie, le métier ou le titre).

## Honneur
L'astéroïde (207563) Toscana est nommé en son honneur.

#### Ouvrages anciens
- Paul Bourget, Sensations d'Italie : Toscane, Ombrie, Grande-Grèce, A. Lemerre, 1891, 342 p.
- Auguste Henri Victor Grandjean de Montigny, Auguste Pierre Sainte Marie Famin et John Vredenburgh Van Pelt, Architecture toscane ou, Palais, maisons et autres édifices de la Toscane, The Pencil Points Press, 1923, 7 p.
- Paul Marmottan, Les Arts en Toscane sous Napoléon : la princesse Élisa, H. Champion, 1901, 304 p.
- Ignazio Palomba, Abrégé de la langue toscane, ou nouvelle méthode, contenant les principes de l'italien, l'explication des langages qui ont contribué à sa formation, Briasson, 1768
- Georges Rohault de Fleury, La Toscane au Moyen Âge : lettres sur l'architecture civile et militaire en 1400, VVe A. Morel et cie, 1874
- Jean-Charles-Léonard Simonde Sismondi, Tableau de l'agriculture toscane, J.J. Paschoud, 1801, 327 p.
- Gustave Soulier, Cécile Gaillard et Florence Soulier, Les Influences orientales dans la peinture toscane, H. Laurens, 1924, 447 p.
- Giovanni Targioni-Tozzetti (Dr.), Voyage minéralogique, philosophique et historique en Toscane, Lavilette, Paris, 1792, 2 vol.

#### Publications contemporaines
- Cristina Acidini-Luchinat, Giorgio Galletti et Maria Adriana Guisti, Jardins des Médicis : jardins des palais et des villas dans la Toscane du Quattrocento, Actes Sud, 1997, 223 pages  (ISBN 9782742712465).
- Sophie Bajard et Raffaello Bencini, Villas et jardins de Toscane, Terrail, 1992, 223 pages.
- Jean Boutier, Sandro Landi et Olivier Rouchon, Florence et la Toscane, XIVe – XIXe siècles : les dynamiques d'un État italien, Presses universitaires de Rennes, 2004, 461 p.  (ISBN 9782868479921).
- David Brabis, Anne Kanjounzeff et Jean-Claude Renard, Florence et la Toscane, Michelin, Le Guide Vert, 2007, 447 p.  (ISBN 978-2067121744)
- Reid Bramblett, Toscane, Éditions Libre Expression, 2007, 160 p.  (ISBN 9782764803592).
- Raymond Chevallier, « La romanisation de la celtique du Pô. : Essai d'histoire provinciale. », Bibliothèque de l' École française d'Athènes et de Rome, École française de Rome, vol. 249, no 1,‎ 1983 (DOI 10.3406/befar.1983.1214, lire en ligne, consulté le 31 janvier 2016).
- Charles Dédéyan, Lamartine et la Toscane, Slatkine, 1981, 204 p.  (ISBN 9782051003223)
- Charles M. De la Ronciere, Religion paysanne et religion urbaine en Toscane (c. 1250-c. 1450), Variorum, 1994, 336 p.  (ISBN 9780860784456)
- La Toscane et les Toscans autour de la Renaissance : cadres de vie, société, croyances : mélanges offerts à Charles-M. de La Roncière, Publications de l'Université de Provence, 1999, 401 p.
- Claude Hervé-Bazin, Arslan Alamir et Roland Gerth, Toscane : un coin de paradis, Éditions Mondo, 2005  (ISBN 9782832005149)
- Vladimír Holan, Yves Bergeret et Jiří Pelán, Toscane, Atelier La Feugraie, 2001, 50 p.  (ISBN 9782905408525)
- Isabelle Jeuge-Maynart, Toscane, Assise, Orvieto, Pérouse, Hachette, 1997  (ISBN 9782012426429)
- Gilles Kerhouin, L'ABCdaire de la Toscane, Flammarion, 2001, 119 p.  (ISBN 9782080127105)
- Jeanne Modigliani, Toscane, Éditions Rencontre, 1965, 191 p.
- Italo Moretti et Renato Stopani, Toscane romane, 1982, 361 p.
- Olivier Page, Véronique de Chardon, Isabelle Al Subaihi et Anne-Caroline Dumas, Toscane, Ombrie, Guide du Routard, 2008, 499 p.  (ISBN 978-2012442108)
- Costanza Poli, La Toscane, Gründ, 1996, 144 p.  (ISBN 9782700025415)
- Jean Taverne et Wojtek Buss, La Toscane, Éd. du Chêne, 1998  (ISBN 9782842771058)
- Ornella Tondini, Toscane, Autrement, 1988, 226 p.  (ISBN 9782862602592)
- Valdo Verreschi, La Cuisine toscane, Renaissance du Livre, 2004, 142 p.  (ISBN 9782804609078)
- Jean-Claude Waquet, Le Grand-duché de Toscane sous les derniers Médicis : essai sur le système des finances et la stabilité des institutions dans les anciens États italiens, École française de Rome, 1990, 657 p.  (ISBN 9782728302192)
- Adrien Goetz, Dictionnaire amoureux de la Toscane, Plon, 2023.

### Filmographie

#### Documentaires
- Otar Iosseliani, Un petit monastère en Toscane, 1988, 54 min
- Pierre Brouwers, Toscane, la marque du génie, Media Neuf, 2003, 52 min
- François Guillaume, Toscane secrète, Eclectic Production, 2005, 115 min

### Jeux vidéo
Assassin's Creed II propose une reconstitution de la campagne toscane et des villes de Florence, Monteriggioni et de San Gimignano telles qu'elles étaient lors de la Renaissance. Certaines missions annexes de sa suite, Assassin's Creed Brotherhood, se déroulent également à Florence.